# Quincy (Illinois)
Quincy je grad u američkoj saveznoj državi Ilinois. Prema popisu stanovništva iz 2010. u njemu je živjelo 40.633 stanovnika.